# Holoadeninae
A Holoadeninae a kétéltűek (Amphibia) osztályába, a békák (Anura) rendjébe és a Craugastoridae családjába tartozó alcsalád.

## Elterjedésük
Az alcsaládba tartozó nemek és fajok Dél-Amerika trópusi, szubtrópusi területein (Ecuador, Kolumbia, Bolívia, Peru, Brazília) honosak.

## Rendszerezésük
Az alcsaládba tartozó nemek:
- Barycholos Heyer, 1969
- Bryophryne Hedges, Duellman & Heinicke, 2008
- Euparkerella Griffiths, 1959
- Holoaden Miranda-Ribeiro, 1920
- Lynchius Hedges, Duellman & Heinicke, 2008
- Microkayla De la Riva, Chaparro, Castroviejo-Fisher & Padial, 2017
- Niceforonia Goin & Cochran, 1963
- Noblella Barbour, 1930
- Oreobates Jiménez de la Espada, 1872
- Phrynopus Peters, 1873
- Psychrophrynella Hedges, Duellman & Heinicke, 2008
- Qosqophryne Catenazzi, Mamani, Lehr & von May, 2020

Incertae sedis:
- "Eleutherodactylus" bilineatus (Bokermann, 1975)